# Mario Bonomo
Mario Bonomo (Asiago, 25 gennaio 1912 – Asiago, 28 agosto 1983) è stato un saltatore con gli sci italiano.

## Biografia
Nato ad Asiago, in provincia di Vicenza, nel 1912, a 24 anni prese parte ai Giochi olimpici di Garmisch-Partenkirchen 1936, nel trampolino normale, unica gara di salto con gli sci in programma, cadendo al primo salto e non riuscendo a partecipare al secondo turno di salti.
Ai campionati italiani di salto con gli sci vinse 2 ori, 4 argenti e 1 bronzo nel trampolino normale, mentre a quelli di combinata nordica 1 argento e 2 bronzi nell'individuale.
Nel 1933 divenne maestro di sci e in seguito fu anche maestro di tennis.